# En el 2000
«En el 2000» es una canción de la cantautora mexicana Natalia Lafourcade. Fue lanzada en el año 2002 por Sony Music Entertainment México como segundo sencillo de su álbum debut Natalia Lafourcade (2002) y como Lado A del sencillo comercial del mismo nombre. Se convirtió rápidamente en un éxito comercial y es considerada como una de las canciones en español más influyentes de la década de los 2000.

## Trasfondo y lanzamiento

### Composición
Lafourcade detalló en una entrevista con Jaime Almeida en 2012 que se trató de una composición muy literal, ya que simplemente narra la vida de una adolescente al principio de la década de los 2000; la búsqueda de amor, la admiración a artistas juveniles, los embarazos no deseados y la pérdida de inocencia.

### Lanzamiento y recepción
La canción fue lanzada primero como sencillo promocional, siendo el segundo sencillo del álbum debut homónimo de la cantante sucediendo al anterior «Busca un problema». La canción fue enviada a radios mexicanas en el verano de 2002, en algunas radios junto a la canción «Elefantes», y se lanzó el video musical de la canción, el cual llegó al puesto 37 en el especial anual de los 100 + pedidos del 2002 en MTV Latinoamérica, en este se ve a Lafourcade en primer plano interpretando la canción con una guitarra, con tres chicas con vestido de quinceañera en el fondo siguiendo el ritmo de la canción.
En noviembre de ese mismo año, el tema fue incluido en la banda sonora de la película mexicana Amar te duele, Lafourcade también interpretó otras dos canciones para la película, entre ellas «Amarte duele», que junto el éxito de la película, también ganó notoriedad en México, con esto Sony decidió lanzar un sencillo comercial a finales de ese mismo año con «En el 2000» y «Amarte duele» como lado A y B.
Después del lanzamiento de su segundo álbum de estudio Casa (2005) bajo el nombre de Natalia y La Forquetina, se lanzó una segunda versión del video musical con la banda, repitiendo la fórmula del video musical original pero esta vez grabado con los integrantes de la Forquetina de fondo junto las tres chicas quinceañeras de fondo. El impacto de la canción fue tal que Lafourcade llegó a odiar su canción, debido a que era muy solicitada en sus presentaciones sin considerar al resto de su repertorio, explicando esto como la razón para formar una banda para repartir la presión y la fama. Natalia decidió retirarse temporalmente y regresó a la escena con su álbum Hu hu hu (2009) tras cuatro años de ausencia.

## Fenómeno de internet
Su consideración como fenómeno de internet llegó varios años después de su publicación, principalmente por eventos que Natalia considera en su composición. En 2010, el puertorriqueño Ricky Martin salió del armario públicamente como gay, se le considera un símbolo sexual para las adolescentes se convirtió en un tema de conversación. En 2018, Lafourcade se presentó en la celebración de los 90.° Premios Oscar interpretando la canción «Remember Me/Recuérdame» junto al actor Gael García Bernal y fue objeto de infinidad de memes, ya que la canción menciona que Natalia tiene un enamoramiento juvenil con el actor. Todo lo anterior, en conjunto con la popularidad inicial de la canción han llevado a que la segunda versión del video tenga más de 45 millones de visitas en YouTube.